# Јован Стриковић
Јован Стриковић био је српски неуропсихијатар и књижевник. Дугогодишњи директор болнице „Свети Сава”; бавио се психолошким феноменима у књижевности: смехом, лудилом, самоубиством и осветом. Нека од његових дела су „Његошев манифест - Смех игумана Стефана”, „Путевима Његошеве психоанализе”, „Ријеч и душа”, „Самоубиство и апсурд”, „Слобода у кавезу”.